# Children of Men
Children of Men là một bộ phim điện ảnh hành động giật gân khoa học viễn tưởng dystopia năm 2006 do Alfonso Cuarón đạo diễn kiêm đồng biên kịch. Kịch bản phim dựa trên tiểu thuyết The Children of Men năm 1992 của P. D. James, do năm nhà văn chắp bút, trong đó Clive Owen có những đóng góp không được ghi nhận. Phim lấy bối cảnh vào năm 2027, khi sự vô sinh của loài người trong hai thập kỷ đã để lại xã hội nằm bên bờ vực sụp đổ. Những người nhập cư bất hợp pháp tìm kiếm nơi trú ẩn tại Anh Quốc, nơi chính phủ cuối cùng còn hoạt động áp đặt các luật nhập cư để đàn áp người tị nạn. Owen thủ vai viên công chức Theo Faron, người phải giúp đỡ một người tị nạn (Clare-Hope Ashitey) trốn thoát khỏi sự hỗn loạn. Phim còn có sự tham gia của Julianne Moore, Michael Caine, Chiwetel Ejiofor và Charlie Hunnam.
Bộ phim được phát hành vào ngày 22 tháng 9 năm 2006 tại Anh và vào ngày 25 tháng 12 tại Mỹ. Các nhà phê bình ngày lễ Giáng sinh ở Hoa Kỳ và chủ đề về niềm hy vọng, sự chuộc lỗi và đức tin của bộ phim. Mặc dù phát hành hạn chế và có doanh thu thấp, Children of Men vẫn nhận được sự tán dương và khen ngợi về mặt kịch bản, quay phim, chỉ đạo nghệ thuật và những cảnh hành động sáng tạo. Phim đã được đề cử ba giải Oscar: Kịch bản chuyển thể xuất sắc nhất, Quay phim xuất sắt nhất và Dựng phim xuất sắc nhất. Nó cũng được đề cử ba giải BAFTA, và đã chiến thắng hạng mục Quay phim xuất sắc nhất và Thiết kế sản xuất xuất sắc nhất, ba giải Sao Thổ và giành giải Phim khoa học viễn tưởng hay nhất. Năm 2016, bộ phim đứng ở vị trí thứ 13 trong danh sách 100 tác phẩm điện ảnh hay nhất thế kỷ 21 bởi 117 nhà phê bình phim từ khắp nơi trên thế giới.

## Nội dung
Năm 2027, 18 năm sau khi con người mắc hội chứng vô sinh, thế giới đang trên bờ vực sụp đổ và loài người phải đối mặt với nguy cơ diệt vong. Vương Quốc Anh, một trong số ít quốc gia có chính phủ còn hoạt động (chính phủ hoạt động khác được biết đến là Angola), đang tràn ngập những người tị nạn. Để đáp trả lại, Vương quốc Anh đã trở thành một nhà nước cảnh sát, biểu hiện bằng việc Quân đội Anh bắt giữ và tử hình những người nhập cư. Theo Faron, một viên công chức, bị bắt cóc bởi Đảng Cá, một tổ chức đòi quyền lợi cho người nhập cư. Họ được lãnh đạo bởi vợ của Theo, Julian Taylor, người mà anh đã ly thân sau cái chết của con trai họ trong trận đại dịch cúm năm 2008.
Julian hối lộ Theo để có được giấy tờ quá cảnh cho một người tị nạn trẻ tuổi tên là Kee. Theo lấy được giấy tờ từ người anh họ của mình, một bộ trưởng chính phủ, lúc đó đang điều hành một tổ chức sưu tập những món đồ nghệ thuật. Thế là Theo đồng ý hộ tống Kee để đổi lấy một khoản tiền lớn. Luke, một thành viên của Đảng Cá, chở Theo, Kee cùng cựu nữ hộ sinh Miriam đi về phía Canterbury. Họ bị phục kích bởi một băng đảng vũ trang và Julian bị giết. Khi nhóm bị cảnh sát chặn lại, Luke giết chết các sĩ quan và cả nhóm giấu xác của Julian trước khi đến một khu nhà an toàn của Đảng Cá.
Kee tiết lộ với Theo rằng cô đang mang thai. Julian đã có ý định đưa cô đến Dự án Nhân loại, một nhóm các nhà khoa học chữa vô sinh ở Azores. Tuy nhiên, Luke thuyết phục Kee ở lại và được bầu chọn là thủ lĩnh mới của Đảng Cá. Đêm đó, Theo nghe lén một cuộc bàn luận và biết rằng cái chết của Julian được những thành viên sắp đặt để Luke có thể trở thành thủ lĩnh; họ có ý định giết Theo và sử dụng đứa bé như một công cụ chính trị để hỗ trợ cho cuộc cách mạng sắp tới. Theo đánh thức Kee và Miriam, rồi họ đánh cắp một chiếc ô tô để chạy đến nơi ở của người bạn già của Theo là Jasper Palmer.
Nhóm lập ra kế hoạch sẽ lên con tàu Ngày mai của Dự án Nhân loại, sẽ ra khơi từ một trại tị nạn ở Bexhill-on-Sea. Jasper yêu cầu Syd, một nhân viên bảo vệ biên giới mà ông thường xuyên bán ma túy, lén đưa họ vào Bexhill, giúp họ cải trang thành người tị nạn. Khi Đảng Cá phát hiện ra nhà của Jasper, cả nhóm chạy trốn còn Jasper ở lại để làm chậm chân bọn chúng. Luke bắn và giết chết Jasper trước sự chứng kiến của Theo từ trong rừng. Cả nhóm gặp Syd tại một ngôi trường bỏ hoang, và ông giúp họ lên xe buýt đến Bexhill. Khi Kee chuyển dạ tại một trạm kiểm soát, Miriam đánh lạc hướng một người bảo vệ và bị bắt đi.
Trong trại, Theo và Kee gặp một người phụ nữ Rumani tên là Marichka. Bà ấy cung cấp chỗ ở cho hai người và tại đó Kee sinh ra một bé gái. Ngày hôm sau, Syd thông báo cho Theo và Kee rằng chiến tranh đã nổ ra giữa quân đội Anh và những người tị nạn do Đảng Cá lãnh đạo. Biết được rằng họ được treo thưởng, Syd cố gắng bắt họ nhưng bị Theo giết chết. Trong lúc chiến đấu, Đảng Cá bắt Kee và em bé. Theo đuổi theo chúng đến một tòa nhà chung cư rồi chạm mặt Luke, người bị giết trong một vụ nổ, và đưa Kee cùng đứa bé ra ngoài. Khi nhìn thấy đứa bé, lính Anh và Đảng Cá tạm thời đình chiến và cho phép ba người rời đi. Marichka dẫn họ đến một chiếc thuyền, nhưng quyết định ở lại, mặc dù Theo cầu khẩn bà ấy đi cùng.
Khi máy bay chiến đấu của Không quân Anh đánh bom Bexhill từ xa, Theo tiết lộ rằng anh đã bị Luke bắn trúng. Anh chỉ cho Kee cách xoa dịu đứa bé, và Kee nói với Theo rằng cô sẽ đặt tên con là Dylan, theo tên cậu con trai đã mất của Theo và Julian. Theo chết khi tàu Ngày mai đến gần. Trong cảnh hậu danh đề, những tiếng cười đùa của trẻ em có thể được nghe thấy, ẩn ý rằng nền văn minh nhân loại đã được khôi phục.